# Ла Мотт Фуке, Фридрих де
Барон Фридрих Генрих Карл де ля Мотт Фуке (нем. Friedrich Heinrich Karl de la Motte Fouqué; 12 февраля 1777, Бранденбург-на-Хафеле, провинция Бранденбург, Королевство Пруссия— 23 января 1843, Берлин, Королевство Пруссия) — немецкий писатель и поэт эпохи романтизма, известный главным образом благодаря сказочной повести «Ундина» (1811); участник Наполеоновских войн, кавалер Железного креста.

## Биография
По происхождению — барон из французских эмигрантов-гугенотов, осевших в Пруссии. Дед Фуке — генерал Генрих Август де ла Мотт Фуке, которому Фридрих Великий отдал рыцарскую академию, основанную в 1703 году на небольшом островке около Бранденбурга-на-Хафеле.
Будущий писатель с младенчества воспитывался в обстановке рыцарства и воинской доблести, отсюда его закономерное желание стать военным. Его отец Карл был офицером прусской армии, а мать Луиза (урождённая фон Шлегель) происходила из старинного дворянского рода. Она была крестницей прусского короля Фридриха II. Луиза старалась направить интересы сына в сторону науки и образования. Для этой цели в качестве преподавателя в дом был приглашен Август Хульзен. Под его руководством Фридрих приступает к изучению древнегреческого языка и творений Гомера, знакомится с образцами германского героического эпоса («Эдда») и великими произведениями драматического искусства (Шекспир).
1792 — формирование антифранцузской коалиции. Фуке рвётся на войну.
1794 — Фуке стал корнетом кирасирского полка герцога Веймарского.
1795 — был заключён мир с Францией. Фуке не успел поучаствовать в сражениях, он продолжает испытывать интерес к Франции и преклоняется перед Наполеоном.
1795—1799 — сближение Фуке и его учителя Хульзена. Любимым романом Фуке становится «Странствие Франца Штернбальда» Людвига Тика.
В 1798 года женится на Марианне фон Шуберт. В 1802 году их брак распадается.
Во время проживания в Веймаре знакомится с Гёте, Шиллером и Гердером. В 1803 году его женой становится Каролина фон Рохов, более известная как Каролина де ла Мотт Фуке — писательница и хозяйка литературого салона, посетителями которого были, среди прочих, Адельберт фон Шамиссо, Йозеф фон Эйхендорф, Август Вильгельм Шлегель, Эрнст Теодор Амадей Гофман.

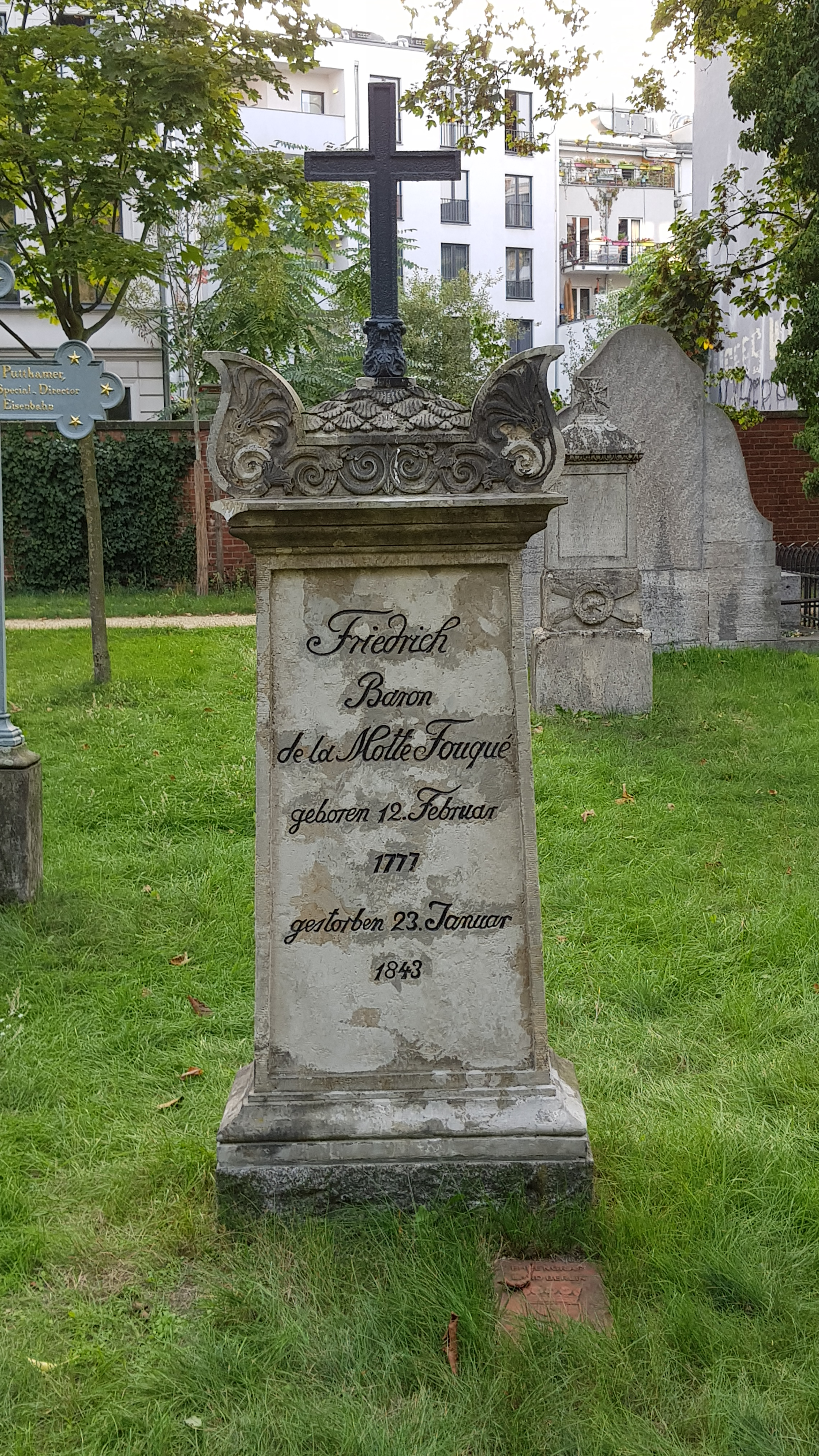
Могила Ла Мотт Фуке

В это время он вместе со своей новой женой совершает свадебное путешествие в Дрезден, бывает в доме Т. Кернера и встречается с Тиком и Клейстом. С последним его сближают разговоры о войне. Клейст является воплощением рыцаря нового времени для Фуке. Он тяжело воспринимает самоубийство Клейста, которое называет «исходом болезни человеческой совести». В 1811 году Фуке напишет о жизни Клейста.
С 1813 года Фуке в чине ротмистра прусской армии под командованием фельдмаршала Блюхера участвует в сражениях Войны шестой коалиции. Храбрый боец, Фуке все же чужд антифранцузских настроений. Война для него — возможность выявить лучшие человеческие качества с обеих сторон, в особенности уважение достоинства противника.
В 1815 году выходит из службы в чине майора и возвращается в имение своей жены в Ненхаузен.
В 1831 умирает его жена — Каролина де ла Мотт Фуке. В 1833 он женится в третий раз. До 1841 года живет в Галле, затем возвращается в Берлин. В 1840—1842 годах вместе с Людвигом фон Альвенслебеном издает «Журнал для немецкого дворянства» (Zeitung für den deutschen Adel). Некоторое время вынужден жить на литературные гонорары. Вскоре ему назначают пенсию Фридриха Вильгельма Четвёртого. 

Фридрих Генрих Карл де ля Мотт Фуке скончался 23 января 1843 года в немецкой столице и был погребён на Старом гарнизонном кладбище в Берлине. 

## Творчество
1802 — начинается литературная деятельность Фуке. Он использует артуровские сюжеты, но не собирается печатать свои произведения. 1803 — «Роговой Зигфрид в кузнице».
При участии Августа Шлегеля в 1804 году выходят в свет «Драматические игры» (Dramatische Spiele), затем «Романсы Ронсевальской долины» (Romanzen vom Thal Ronceval, 1805), «История благородного рыцаря Галми и прекрасной герцогини Бретонской» (Historie vom edlen Ritter Galmy und einer schönen Herzogin von Bretagne, 1806). Ранние произведения Фуке насыщены образами средневековых германских героических повествований и мотивами французских рыцарских романов.
1808 — роман «Альвин», который был доброжелательно встречен Жаном Полем.
В эти года Фуке продолжает основательно учиться: он изучает старофранцузский, готский, английский, скандинавские, испанский. Много переводит (Гомера, Ксенофонта, Тацита, Шекспира, Байрона и т. д.). Свои произведения на средневековые темы Фуке создаёт во второй период немецкого романтизма, но пытается воспроизвести образ Средневековья, сложившийся у Шлегелей. Для йенцев вся средневековая литература представляет собой мифологию. Сюжеты и образы из рыцарских времён дают модель вечных внутримировых отношений. При этом Шлегелей удовлетворяет образ Средневековья у Фуке, а Л. Тик относился к нему отрицательно. Для него Фуке — писатель слишком манерный и излишне плодовитый. «Фуке ничего не пережил. Мне кажется, ему не дано вообще переживать, как же он хочет сочинять?» (Л. Тик).
1808—1810 — Фуке создаёт драматическую трилогию «Герой Севера»: «Сигурд, убивающий змея», «Месть Сигурда», «Аслауга». Гофман в своей повести «Новейшие сведения о судьбе собаки Берганцы» ставит Фуке в один ряд с Новалисом, заявляя, что «Фуке с поразительной силой заставил зазвучать мощную арфу Севера… с подлинно священным трепетом и воодушевлением вызвал к жизни великого героя Сигурда… Он как неограниченный властитель в царстве, где небывалые образы и события с готовностью являются на зов волшебника».

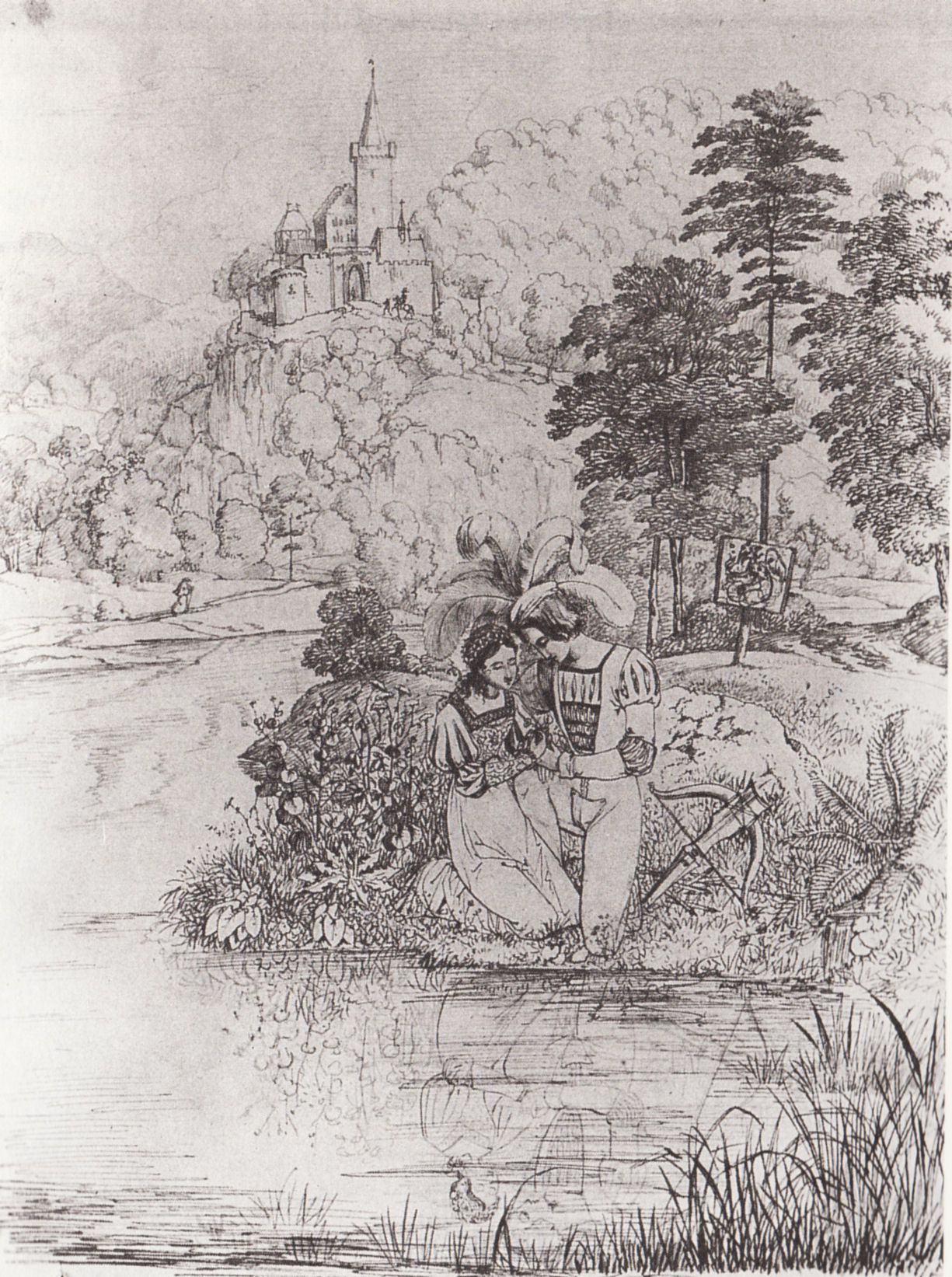
Карл Филипп Рор. Иллюстрация к «Волшебному кольцу»

Новелла Фуке «Синтрам и его спутники» создана под впечатление от гравюры Дюрера «Рыцарь, смерть и дьявол».
Особую популярность Фуке приобрел после 1815 года во время расцвета студенческого движения (движение буршеншафтов).
В 1811 году в свет выходит «Ундина» — произведение наполненное фантастическими элементами, местами переходящее в сказочное повествование, ставшее классикой мировой литературы.
Эдгар По видел в нём лучший из образов идеала прекрасного. «Ундина» стала поводом для сближения Фуке и Гофмана, который был увлечен идеей написать оперу на эту тему и просил их общего друга найти кого-нибудь, кто мог бы переложить «Ундину» в стихотворную форму. За это берётся сам Фуке и сочиняет для Гофмана либретто меньше, чем за 1 год. В 1813 в Нюрнберге выходит рыцарский роман «Волшебное кольцо» (Der Zauberring).
1814 — встреча Гофмана и Фуке. 1815 — окончание написания оперы. 1816 — премьера «Ундины» по случаю дня рождения короля. Признается лучшей оперой Гофмана, но не имеет долгой сценической жизни.
Фуке называют прототипом Лотара из «Серапионовых братьев» Гофмана.
Период 1808—1820 годов отмечен необычайным творческим подъемом писателя. В издательствах Берлина, Штутгарта, Нюрнберга одно за другим появляются многочисленные сочинения Фуке: «Поездки Тиодульфа Исландца» (Die Fahrten Thiodulfs, des Isländers, 1815), «Маленькие романы» (Die Kleinen Romane, 1814-19), «Удивительные приключения графа Алетеса фон Линденштейна» (Die wunderbaren Begebenheiten des Grafen Alethes von Lindenstein, 1817), рыцарские трагедии «Паломничество» (Die Pilgerfahrt), «Ярл Оркнейских островов» (Der Jarl der Orkneyinseln), эпическая поэма «Венец» (Corona, 1814).
Именем Ундины назван астероид (92) Ундина, открытый в 1867 году.